# NGC 552
NGC 552 je zvijezda u zviježđu Ribama.

## Vanjske poveznice
- SEDS: NGC 0552